# AvenirFormation
AvenirFormation est un organisme public de formation continue situé à Delémont, en Suisse. Il est historiquement le regroupement unique de la formation continue de toutes les écoles professionnelles de la République et Canton du Jura.

## Historique
En 1995 naît le Cecom – Centre d’émulation commerciale. Fondé par les écoles professionnelles commerciales de Delémont et Porrentruy avec la Société suisse des employés de commerce. Le premier programme de cours de perfectionnement est orienté vers des cours de bureautique et de langues ainsi que des brevets fédéraux d’assistant-de direction, de comptable et un diplôme de cadre administratif option gestion communale. Ces deux dernières formations sont toujours offertes actuellement.
En 2001, le Cecom unit ses efforts avec les autres centres professionnels jurassiens. Ils publient pour la première fois un programme de cours de formation continue commun.
C’est en 2003 qu’est créé AvenirFormation, qui regroupe les activités de formation continue du CECOM et des Centres professionnels de Delémont et de Porrentruy sous une organisation paraétatique autofinancée. Sous la direction de Christophe Cattin, une grande partie de la formation pour adultes des écoles publiques est dès lors regroupée sous la même enseigne. Ce regroupement sera complet avec la création du Centre jurassien d’enseignement et de formation CEJEF en 2007 dont fait partie AvenirFormation. Depuis lors, l’institution occupe principalement les locaux du CEJEF, en particulier la division commerciale et la division artisanale à Delémont ainsi que la division technique à Porrentruy.
En 2007, AvenirFormation est membre fondatrice de l’association Reform qui deviendra en 2020 l’Association de Grandes Institutions Romandes de formation Agir dont elle reste aujourd’hui membre administrateur. AvenirFormation est l’unique centre de Suisse romande accrédité pour l'organisation de cours de préparation à l'examen professionnel de Spécialiste en administration publique délivrée par l'association faîtière suisse FPS ap.

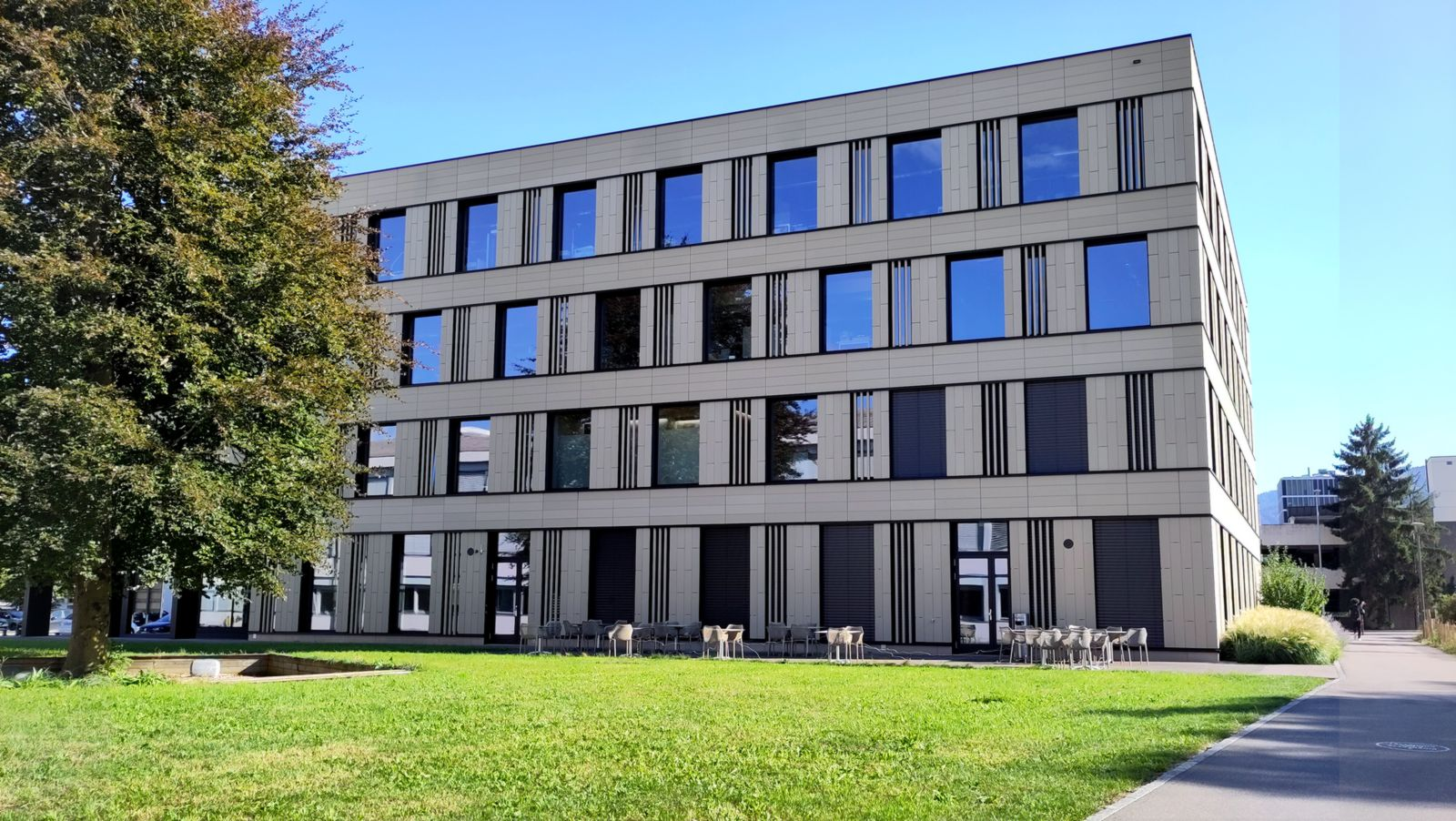
Le secrétariat général d'AvenirFormation est situé au Campus Avenir 33 à Delémont.

La filière de cours Intégration naît en 2017 avec la création de classes de préparation au préapprentissage (PrePPa), programme original de cours dispensés à Delémont destiné aux jeunes migrants. Le 27 mars 2018, une classe PrePPa reçoit la visite de la conseillère fédérale Simonetta Sommaruga.
En août 2019, à la suite de la décision du parlement cantonal de fusionner le CEJEF et le Service de la formation, AvenirFormation intègre complètement l’administration cantonale jurassienne et constitue avec Formation Emploi, l’Unité de formation continue du Service de la formation postobligatoire (SFP).
En 2022, la filière Intégration se métamorphose rapidement et s’agrandit pour répondre à de nouveaux besoins. On compte dorénavant 23 classes ouvertes pour des cours d'alphabétisation en français à des personnes réfugiées fuyant la guerre en Ukraine.
AvenirFormation fête ses 20 ans d’activité en 2023 en présence de son ministre de tutelle Martial Courtet. Le cap des 25 000 élèves ayant passés par les bancs d'AvenirFormation est passé.

## Mission
L’institution reçoit la mission publique de développer et promouvoir la formation continue dans la région jurassienne. AvenirFormation se concentre en particulier sur la formation continue centrée sur le perfectionnement professionnel. Elle doit également assurer la coordination avec les différents acteurs régionaux et favoriser l'intensification des collaborations intercantonales.
Bien qu'étant un service d'état, AvenirFormation a le devoir d'assurer l'autofinancement de ses activités.

## Filières
L'institution est composée de 9 filières :
- Gestion - Ressources humaines
- Industrie
- Artisanat
- Santé - social
- Langues
- Intégration et société
- Formation de formateurs
- Entreprise.

## Activités
AvenirFormation présente la particularité de proposer un catalogue de formations couvrant différents niveaux d'éducation, allant des compétences de base jusqu’au niveau tertiaire avec plusieurs offres de brevets fédéraux. Les formations qualifiantes sont validées par des partenaires reconnus.
- Compétences de base : lecture, écriture, calcul, outils numériques.
- Cours de formation continue : marketing digital, ISO-GPS, BIM, etc.
- Certificats et diplômes : diplômes APFC de chef d’équipe et contremaître d’industrie[11] ; certificats ASFC Leadership et management[12] ; Gestionnaire RH HRSE[13], etc.
- Examens professionnels supérieurs de Brevets fédéraux : finance et comptabilité, ressources humaines, conduite d’équipe, administration publique, etc.